# Cájar
Cájar è un comune spagnolo di 4 690 abitanti situato nella comunità autonoma dell'Andalusia.